# Кутська ратуша
Ку́тська ра́туша — адміністративний будинок, приміщення магістрату селища Кути, Косівському районі Івано-Франківської області.
Побудована до Першої світової війни. Розташована на центральній площі Кутів — Вічевому майдані, але не посередині площі (як інші ратуші), а в одному ряді з іншими кам'яницями на південно-східному боці площі. Ратуша невелика, двоповерхова, фасад прикрашений двома маскаронами на рівні другого поверху. Над головним входом здіймається невисока квадратна у плані башта з годинником та балконом. Ратуша має невелике внутрішнє подвір'я.
Між світовими війнами в ратуші були пошта, поліція, в'язниця. Нині ратуша використовується за своїм призначенням — у ній міститься Кутська селищна рада.